# 3236 Strand
3236 Strand (1982 BH1) là một tiểu hành tinh vành đai chính được phát hiện ngày 24 tháng 1 năm 1982 bởi E. Bowell ở Flagstaff (AM). Nó được đặt theo tên Kaj Aage Gunnar Strand, một nhà thiên văn học và cựu giám đốc thuộc Đài thiên văn Hải quân Hoa Kỳ.